# Kühlturbine

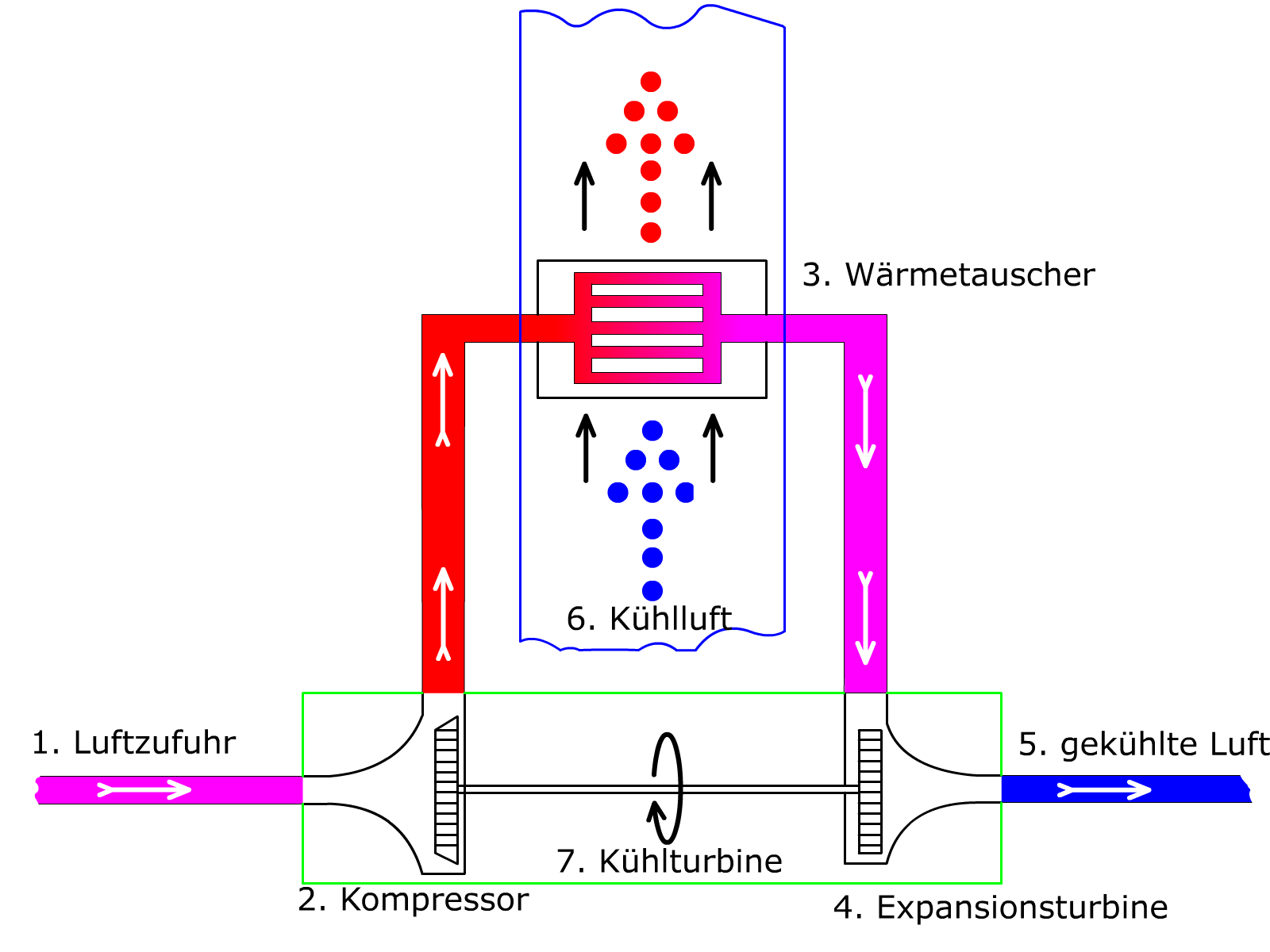
Kühlturbine

Kühlturbine – Druck- und Temperaturverlauf

Eine Kühlturbine (engl. air cycle machine) ist ein luftgestütztes Klimasystem, das die Umgebungsluft in einem Kompressions-Dekompressions-Prozess in einem offenen Kreislauf zur Kühlung einsetzt.
Im Unterschied zu Kompressionskältemaschinen in Klimaanlagen und Kühlschränken wird dabei kein gesondertes Kältemittel benötigt.
Die Technik der Entspannungskühlung erreicht hohe Wirkungsgrade nur mit aufwändiger Turbinentechnik – engl. expansion cooling turbine – und wird überwiegend in Flugzeugen sowie Zügen wie dem ICE-3 eingesetzt. Weitere Einsatzfelder sind Schiffbau und Militärtechnik. 

Die Technik wurde bereits ab 1900 für Kühlanlagen benutzt und wird heute wieder wegen des Verzichts auf Klima-schädliche Kältemittel diskutiert.

Bei der Gebäudeklimatisierung spielt Kühlturbinen-Technik gegenwärtig praktisch keine Rolle.
Das physikalische Grundprinzip beruht auf dem linksläufigen Joule-Prozess, einem thermodynamischen Kreisprozess: Die in der Kompressorstufe der Kühlturbine verdichtete und erhitzte Luft wird im Wärmetauscher abgekühlt, danach in der Turbinenstufe entspannt und damit auf eine tiefere Temperatur als die zugeführte Luft gekühlt.

## Flugzeug-Packs
Die Pressurization & Air Conditioning Kits – kurz Packs – sind die Kühlaggregate einer Flugzeugklimaanlage und bestehen aus einer Kühlturbine, einem Wasserabscheider, zwei Wärmetauschern und Regelventilen.
Die Klimaanlage im Flugzeug ist eines der Aggregate mit dem größten sekundären Leistungsbedarf. Bei Großraumflugzeugen mit 350 Passagieren sind dazu 52 kW erforderlich (150 bis 200 W je Passagier). An heißen Tagen wird am Boden ungefähr 25 % der erforderlichen Energie für die Luftentfeuchtung benötigt.
Die meisten Flugzeuge haben zwei unabhängige Packs, sodass beim Ausfall eines Geräts die Grundfunktion gesichert ist. Hier kann der Ausfall einer Einheit bereits ein Grund für eine Sicherheitslandung auf einem Ausweichflugplatz sein. Große Flugzeuge wie z. B. die B747-400 nutzen drei Packs, die über eine zentrale Leitung mit Zapfluft versorgt werden.

### Funktion
Nach dem Ansaugen der Umgebungsluft durch das Triebwerk wird diese in der Verdichterstufe des Triebwerkes verdichtet, und dadurch stark erhitzt. Ein Teil dieser Luft wird als Zapfluft an die Packs geleitet. Vor dem Eintritt in diese wird sie in einem ozon converter von Ozon gereinigt, das in großen Flughöhen eine höhere Konzentration als in Bodennähe hat. Nach einer leichten Abkühlung der 220 °C heißen Zapfluft in einem ersten mit „Fanluft“ betriebenen Wärmetauscher (precooler) tritt die Luft in die Kühlturbine ein.
Durch die vorherige Kühlung kann der Kompressor der Kühlturbine aus leichtem, weniger temperaturbeständigem Aluminium gefertigt werden. In der Kompressorstufe – bestehend aus a) Turboverdichter, b) Turbofan mit Radialturbine und Axialgebläse sowie c) Turbokompressor mit Radialturbine und Radialkompressor – wird die Luft weiter komprimiert. Dabei erhitzt sie sich stark (Verdichtungswärme; 50 °C Temperaturzunahme). 

Im nachgeschalteten zweiten Wärmetauscher innerhalb der Kühlturbine wird die Luft abgekühlt (Rückkühlung). Die dazu erforderliche Kühlluft wird aus der unkomprimierten und deshalb nicht erhitzten Umgebungsluft genommen. In der Turbinenstufe der Kühlturbine, die über eine Welle mit der Kompressorstufe verbunden ist, expandiert die Luft wieder. Durch den Druckabfall fällt auch die Temperatur, auf einen Wert unterhalb der Umgebungstemperatur.
Die Kühlturbine verfügt über keinen zusätzlichen Antriebsmotor – die Turbinenstufe wird vom Luftstrom angetrieben und treibt über eine Welle wiederum die Kompressorstufe an. Die Energiezufuhr für den Kühlprozess erfolgt durch die unter Druck zugeführte Zapfluft.

### Rezirkulation
Außerhalb der Kühlturbine wird der Kühlluft meist noch ein geringer Anteil heißer Zapfluft („Trim air“) beigemischt, und zusätzlich solche, die aus der Flugzeugkabine abgeleitet wird – die Luft wird durch Zumischung der Rezirkulationsluft „aufgefrischt“. Dieser teilweise Umluftbetrieb mittels Umwälzgebläse (engl. recirculation fan) erfolgt, da die Luft aus der Kühlturbine teils bereits zu kalt (0 bis 15 °C) für die Passagiere ist und eine Regelung in der Kühlturbine aufwändiger wäre als die Zumischung.

Die Rezirkulationsluft wird meist durch HEPA-Filter gereinigt, im Airbus A340 beispielsweise werden acht Filter eingesetzt. Sie werden je nach Flugzeugtyp alle 6 bis 18 Monate ausgetauscht.

### Durchsatz
Das Umwälzvolumen ist so bemessen, dass die Luft alle 2 min (Airbus) bis 6 min umgewälzt wird (im Vergleich dazu findet ein Luftwechsel in öffentlichen Gebäuden nur 5- bis 8-mal in der Stunde statt). Die Zulassungsvorschriften (FAA, JAA) fordern einen Luftdurchsatz von 4,7 l/s Frischluft je Passagier, hinzu kommt noch der Umluftanteil (ca. 40–50 %). Auch im Fehlerfall dürfen 73 % dieses Wertes nicht unterschritten werden.

Besonders im Sinkflug, wenn die Triebwerke im Leerlauf arbeiten und nur niedrigen Druck erzeugen, hat die Zapfluft kaum noch genügend Druck, um diese Werte zu erfüllen. Die Klimaanlagen müssen dementsprechend auf diese „kritischen“ Flugzustände ausgelegt sein. Deshalb wird im Sinkflug die Zapfluft aus der Hochdruck-Zapfluftentnahme des Triebwerkes entnommen, während im Reiseflug die Zapfluft aus der Niederdruck-Entnahme abgeleitet wird. Beide Abnahmen sind am Hochdruckverdichter, der eine Drehzahl von etwa 15.000 Umdrehungen je Minute hat.

## Bahntechnik
Auch für die Klimatisierung der Reisezugwagen des ICE 3 werden Kühlturbinen verwendet. Diese werden von elektrischen Motoren angetrieben, wobei die Kühlleistung über die Drehzahl der Elektromotoren geregelt wird.
Die Welle der Kühlturbine läuft mit hoher Drehzahl und wird magnetisch und damit berührungsfrei gelagert, sodass sie ohne Schmiermittel und gesonderte Kühlung – wie etwa beim Turbolader eines Verbrennungsmotors – auskommt.